# Annemarie Clausner

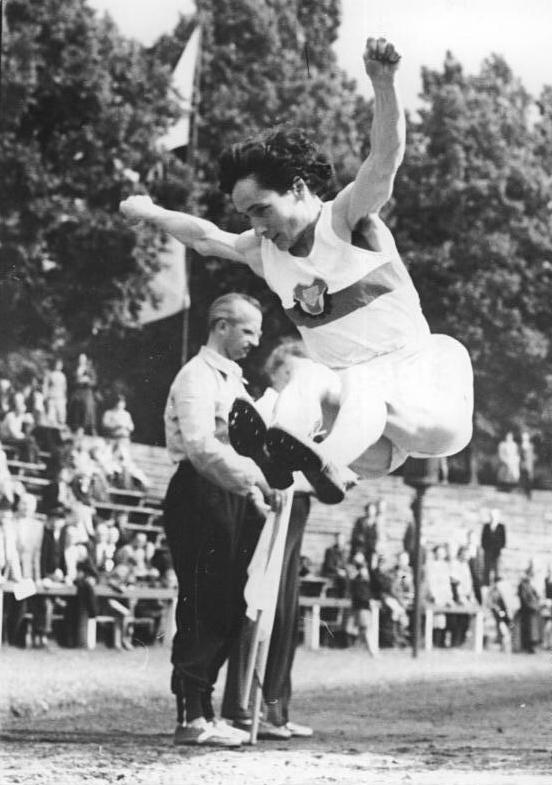
Annemarie Clausner wird 1956 Zweite bei den DDR-Meisterschaften im Weitsprung

Annemarie Clausner, geb. Kreter (* 25. März 1921 in Wiączyń bei Łódź; † 20. Januar 2004 in Jena) war eine deutsche Leichtathletin, die – für die DDR startend – in den 1950er Jahren als Weitspringerin und Sprinterin erfolgreich war. Am 4. Juli 1953 war sie in Krakau an einem inoffiziellen Weltrekord der DDR-Nationalstaffel im 4-mal-200-Meter-Lauf beteiligt (1:39,5 min: Annemarie Clausner, Ursula Jurewitz, Christa Seliger, Alice Karger).
Bei den DDR-Meisterschaften wurde sie im Weitsprung 1953 Siegerin und 1958 Dritte.
Annemarie Clausner gehörte dem Sportverein Motor Zeiss Jena (später: SC Motor Jena) an.